# Hypomecis dentigerata
Hypomecis dentigerata là một loài bướm đêm trong họ Geometridae.